# ヴィルヌーヴ＝ダスク
ヴィルヌーヴ・ダスク（フランス語:Villeneuve-d'Ascq）は、フランスオー＝ド＝フランス地域圏ノール県リール郡の北ヴィルヌーヴ・ダスク小郡、南ヴィルヌーヴ・ダスク小郡という2つの小郡庁をかかえる都市（コミューン）（なお、各小郡には他の市町村は含まれていない）。リール都市共同体の主要な都市のひとつである。
市名は「アスクの新都市」の意味である（アスクはフラマン語でトネリコを意味するaskに由来するという）。その名の通り、この市は1970年2月25日にアスク (Ascq)、アナープ (Annapes)、フレール (Flers) の3コミューンが合併して誕生した。

## 地理
リールとルーベの間に位置し、パリ、ヘント、アントウェルペン、ブリュッセルへの高速道路の交流点となっている。

## 研究
ヴィルヌーヴ・ダスクには多くの研究所や企業、および2つの大学がある。2つの大学とは、リール第1大学とリール第3大学である。

## スポーツ
- ESB ヴィルヌーヴ＝ダスク - 女子プロバスケットボールチーム
- スタッド・ピエール＝モーロワ - リールのホームスタジアム

## 姉妹都市
- スターリング, スコットランド, イギリス
- トゥルネー, ベルギー
- レーヴァークーゼン, ドイツ
- ガティノー, カナダ
- ヤシ, ルーマニア

## ギャラリー

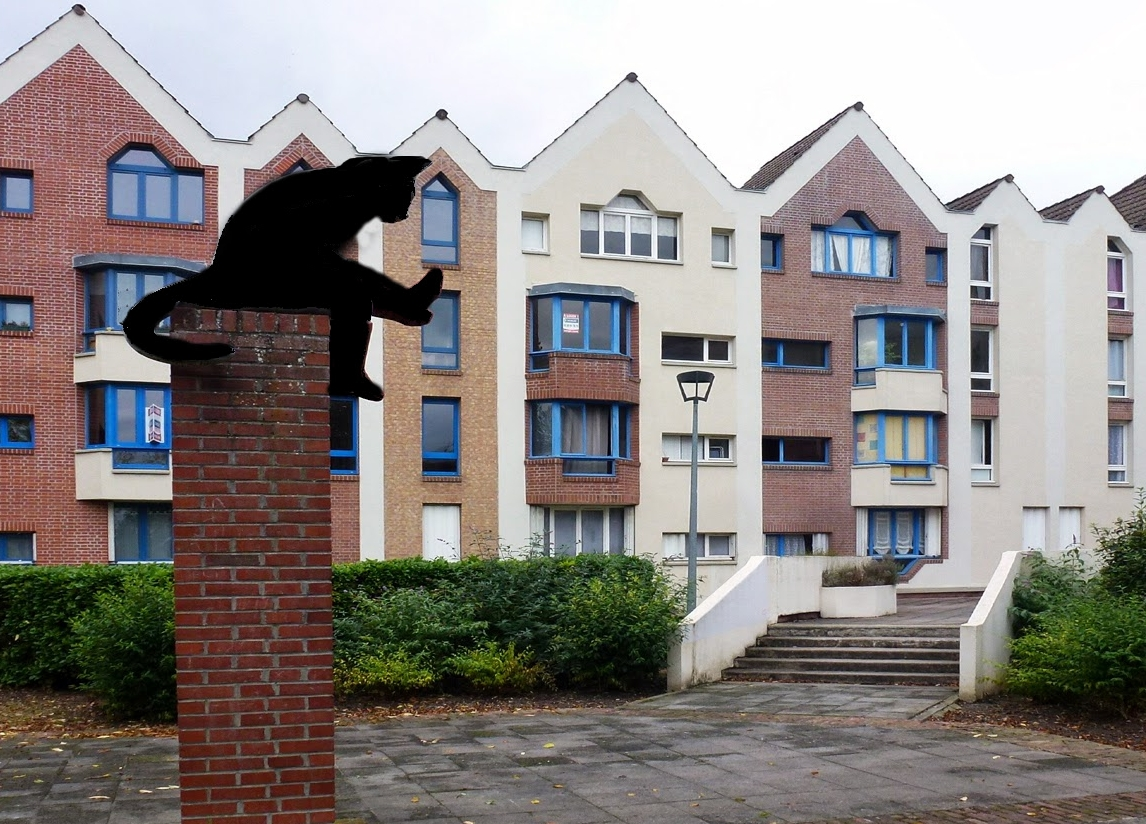
長靴を履いた猫のモデル